# Romulea columnae
Romulea columnae är en irisväxtart som beskrevs av Francesco Antonio Sebastiani och Ernesto Mauri. Romulea columnae ingår i släktet Romulea och familjen irisväxter.

## Underarter
Arten delas in i följande underarter:
- R. c. columnae
- R. c. grandiscapa
- R. c. rollii

## Bildgalleri

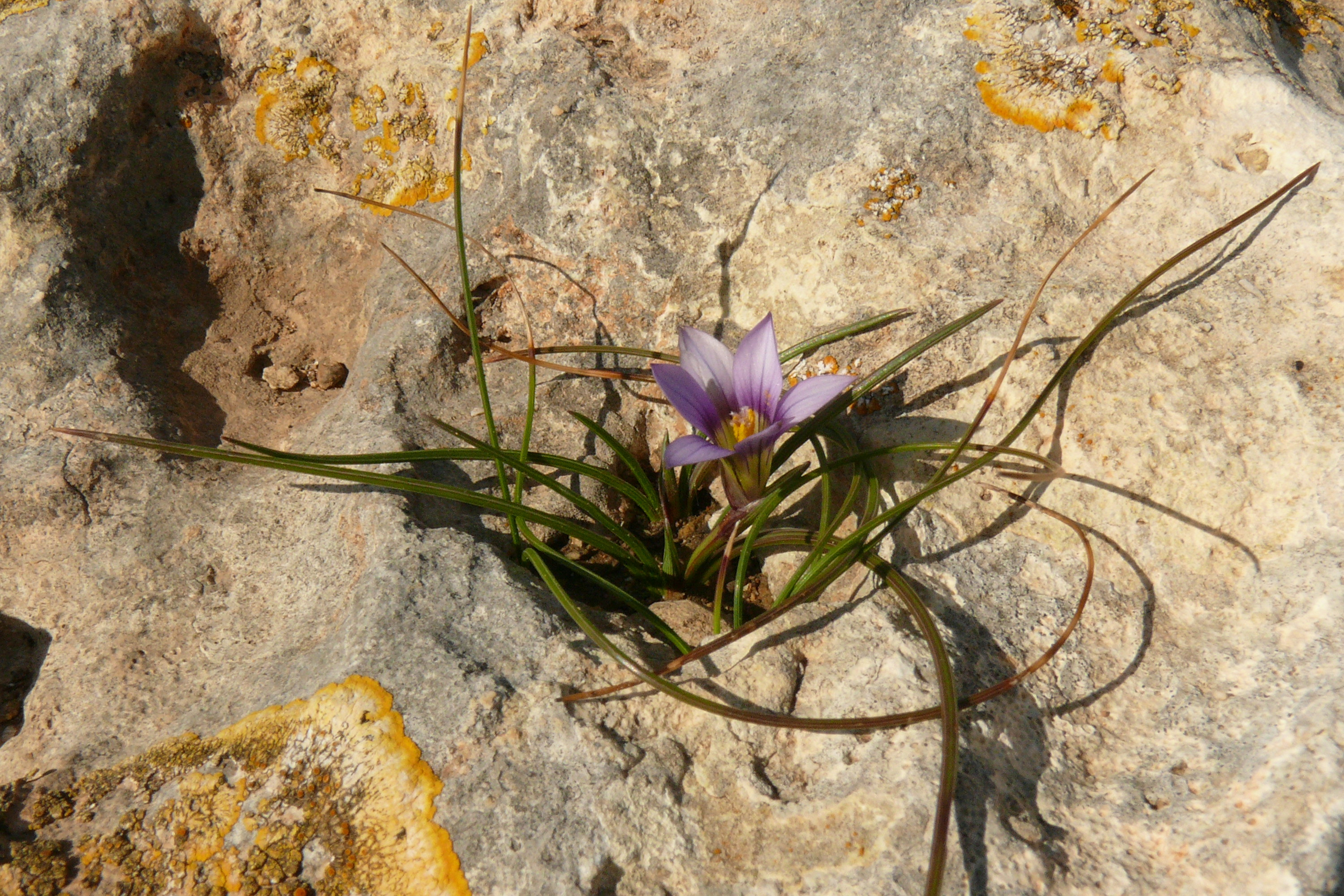
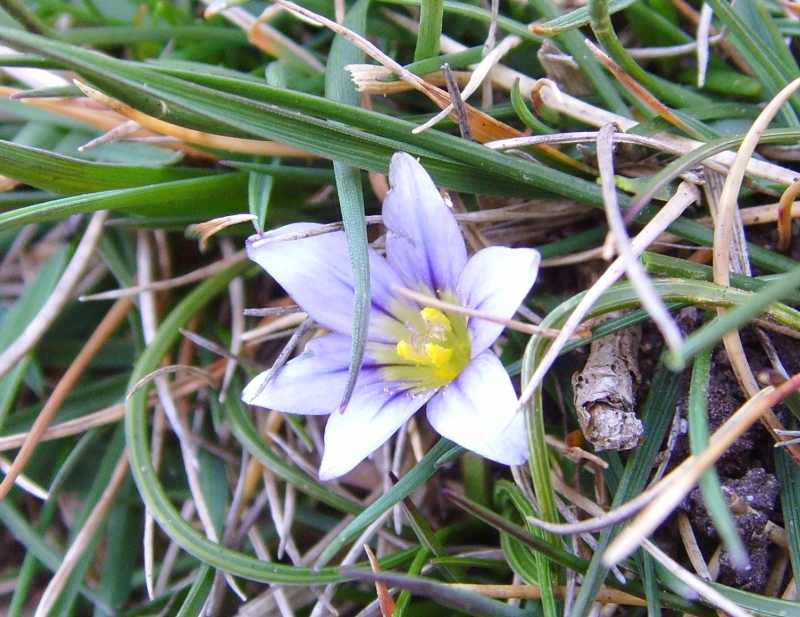
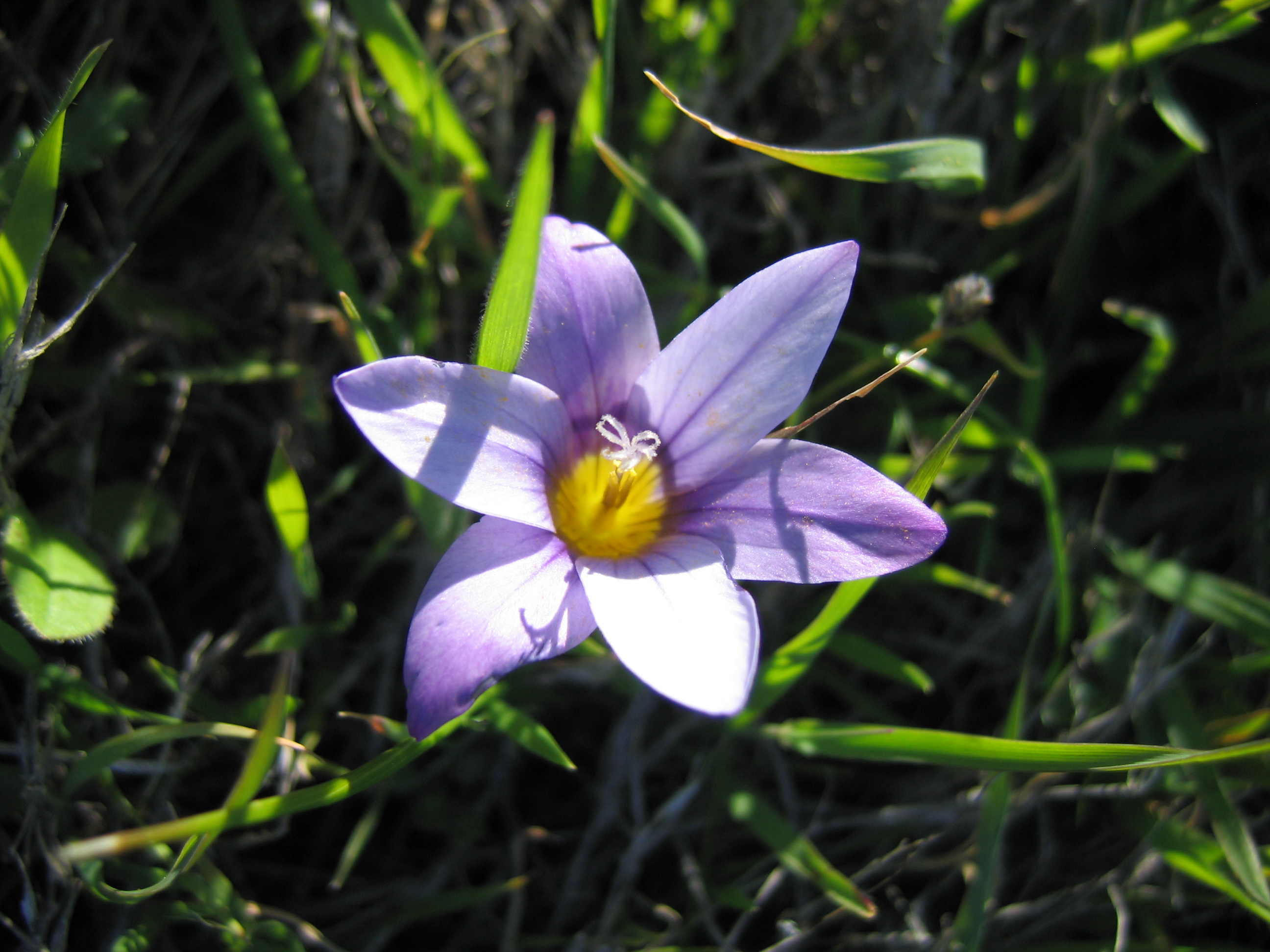